# Rete celere di Coira
La rete celere di Coira (in tedesco S-Bahn Chur) è la rete celere a servizio della città svizzera di Coira e dei suoi dintorni. È esercita dalla Ferrovia Retica (RhB).

## Rete
- S 1 Schiers-Coira-Thusis[1]
- S 2 Schiers-Coira-Rhäzüns[1]

Entrambe le linee usano le ferrovie Landquart-Coira-Thusis e Lanquart-Davos, in quest'ultimo caso solo nel tratto fino a Schiers. La S2 utilizza anche il tratto fino a Rhäzüns della linea dell'Albula. Tutte le ferrovie sono a scartamento ridotto da 1000 mm.

## Storia
Fino al 2023 era costituita da due linee parzialmente sovrapposte fra loro:
- S 1 Schiers-Rhäzüns[2]
- S 2 Coira-Thusis[2]

A partire da dicembre 2023, anche la S2 fu estesa fino a Schiers e fu contestualmente ribattezzata S1, mentre la S1 fu ribattezzata S2.
In questo modo si garantì un servizio cadenzato con frequenza ogni mezz'ora sia fra Schiers e Thusis sia fra i tre impianti ferroviari della città di Coira: Coira Ovest, Coira e Coira Wiesental.